# Gabriel Leyva Solano (Sinaloa)
Gabriel Leyva Solano, también nombrada comúnmente sólo como Leyva Solano, es una localidad en el municipio de Guasave, en el estado de Sinaloa, México. Actualmente es sede de su sindicatura homónima. El censo del 2010, realizado por el INEGI, reportó que tenía una población de 24 914 habitantes.

## Historia
Gabriel Leyva Solano se fundó en el año de 1959, por la necesidad de varias familias que no tenían un lugar donde habitar; antiguamente en este lugar existía un campamento llamado Jorge Larrea, que se encargaba de canalizar la región que regarían las presas constituidas por el Río Fuerte.
Esta población fue bautizada por el gobernador del Estado de aquella época Gabriel Leyva Velázquez, hijo de Gabriel Leyva Solano.
Las gestiones ante las autoridades competentes para la creación de este centro de población se debieron a la Señora María de Jesús Lugo Ibarra. La primera persona que construyó su casa fue la Señora María de la Luz Luna Vea de Cruz, después vinieron otros como el señor Cruz Buenrostro, Juan Ramírez, Raymundo Díaz y otros.
La primera escuela primaria que se creó en Gabriel Leyva Solano se le dio el nombre de Venustiano Carranza la cual se construyó debido a la cooperación de todos los padres de familia de la región y autoridades municipales.
Debido a la explosión demográfica esta población tuvo que ampliarse de diez hectáreas que ocupaba inicialmente a veinte que ocupa actualmente. Las ampliaciones fueron: la primera en 1959 y la segunda en 1973.
Gabriel Leyva Solano pertenece a la sindicatura de Benito Juárez, se localiza en el Municipio Guasave del Estado de Sinaloa, México.
La localidad de Gabriel Leyva Solano se encuentra ubicada por la carretera N° 15 México-Nogales, de sur a norte, a 18 km de la ciudad de Guasave y 38 km de la ciudad de Los Mochis ubicada e el valle agrícola situado entre Guasave y Los Mochis -dos ciudades inmersas en las actividades agrícolas propias del estado-.
En 1961 Gabriel Leyva Solano pasa a convertirse en Comisaría Municipal siendo el primer comisario el Sr. José Arias Hernández quien duró en el cargo 6 años posteriormente le siguió el Sr. Isidro Castro (chiro), de ahí pasó a ser comisario el Sr. Arnulfo González, después el Sr. Jesús Trapero, luego el Sr. Rosario García, continuó el Sr. Guadalupe Aro quien destaca por su administración en la construcción de la plazuela de la comunidad, de ahí pasó al Sr. Félix López Madero el cual en este periodo se construyó el centro de salud, después siguió el Sr. Ramón Miranda Molinares quien duró 6 años en el cargo y se encargó de iniciar la construcción de la iglesia católica, el Sr. Hipólito Miranda Velázquez que en cuyo periodo se construyó la unidad deportiva, después siguió el Sr. Julio Méndez, de ahí pasó el Sr. Hectór Pillado Ontiveros, quien inició la pavimentación de la calle independencia, luego el Sr. Miguel Ángel López, después el Sr. Macario Félix Bojórquez que en cuyo periodo se pavimento alrededor de la plazuela, el Sr. Fernando Barraza Arredondo que también fue comisario, en su periodo se construyó el pavimento de la calle Ramón Corona en la zona comercial de igual forma se construyó la cancha de baile que se encuentra a un costado de la unidad deportiva, siguió el Sr. Oscar Emilio Costich Esqueda,en su periodo se construyó la pavimentación de la calle 9, la instalación de un sistema de riego en la unidad deportiva de 5 hectáreas, diferentes brigadas de salud en las que se beneficiaron niños y niñas, mujeres, y adultos mayores, se activo un programa de revestimiento de calles y avenidas con un costo de 1,000,000 de pesos, 
luego siguió el Lic. Arturo Barrios Barrón, posteriormente fue comisaria María Rita Lugo Armenta y actualmente Hortencia Lugo Ramírez.
La comisaría de Leyva se encuentra integrada por el Ejido Campo FIgueroa, Ejido El Tajito, Ejido Graciano Sànchez, Colonia 88, Colonia 10 de Abril 3 ampliaciones del Tajito, Colonia 24 de Febrero, incluyendo el casco urbano GAbriel Leyva Solano. 
La comunidad hoy ésta más extendida debido a que siguieron llegando más personas para habitar en esta comunidad.
En el año de 1998 se fundó un cómite para apoyar al pueblo llamado CLP (Consejo de Lucha Popular) que tenía como objetivo mejorar la pésima situación delictiva que se vivía en esos momentos, creando espacios y generando oportunidades principalmente para los niños y adultos, dentro los principales logros que caracterizan a esta asociación fueron:
1 - Mejorar el espacio de la cancha de baloncesto, reconstruyendola totalmente con el apoyo del pueblo donaciones de cemento, aportaciones del comité y del municipio, asimismo se realizaron torneos para adultos de baloncesto en esa misma, atrayendo la atención de la comunidad para participar en dichos juegos.
2- Realizar torneos de Futbol y baloncesto para niños, apoyo con uniformes, arbitraje y premios.
3- Creación de un equipo femenil y varonil infantil de baloncesto, dónde el equipo varonil repetidamente quedó campeón en torneos municipales y estatales, teniendo como logro especial en un torneo estatal un premio a todos los niños a un campamento NBA en California.
4- apoyos a adultos con medicina, a jóvenes con transporte a sus viajes de estudios.
5- Creación de una Biblioteca Pública
6- Creación de una escuela de pintura para jóvenes.

## Geografía
Leyva Solano está ubicado en el norte del estado de Sinaloa, a 37 km al sur de Los Mochis, a 18 km al norte de Guasave, a 170 km al norte de Culiacán, la capital del estado. 
Las coordenadas son 25°39'50 latitud norte y 108°38'18 longitud oeste. Con una altitud sobre el nivel del mar de 24 metros.

## Política
Las comisarías de la sindicatura de Benito Pablo Juarez García son:
- Gabriel Leyva Solano.
- Ejido Figueroa
- El Huitussi
- La Entrada
- San Fernando

## Demografía
De acuerdo al censo 2010 del INEGI, Leyva Solano tenía una población de 24 914 habitantes.

## Educación
- Gabriel Leyva Solano en su desarrollo académico cuenta en el sistema de educación básica con 5 kinder (Luis Pasteur, Mariano Azuela, Juan Ruiz de Alarcón, Benjamín Hill, Amado Nervo), 8 primarias (Venustiano Carranza, Justo Sierra, José Luis López Ramos, Cuauhtèmoc, Margarita Maza de Juárez,José María Morelos y Pavón, Luis Donaldo Colosio Murrieta y Lic. Luis Donaldo Colosio Murrieta), 2 secundarias (Guadalupe Victoria y Escuela Secundaria Técnica # 38) en el nivel media superior se encuentran 2 preparatorias (COBAES y CBTa 260), la comunidad también cuenta con biblioteca pública.

## Servicios Públicos
La comunidad cuenta con agua potable, luz, megacable, telefonía, servicio postal, servicio de salud y transporte.